# Zadné vrchy
Zadné vrchy je Geomorfologický podcelek Turzovské vrchoviny. Nejvyšší vrch podcelku je Beskydok, dosahující výšky 958 m n. m.

## Vymezení
Zadné vrchy zabírají velkou část pohoří severně od údolí Kysuce, od státní hranice s Českem na západě po Olešnou na východě. Severozápadním směrem se nachází Morava, na západě navazují Javorníky podcelkem Vysoké Javorníky, no dále jsou to už jen podcelky Turzovské vrchoviny. Jižním směrem se podél řeky Kysuca táhne Hornokysucké podolie, východním směrem pokračují Predné vrchy a severně se nachází Kornická brázda. 

## Významné vrcholy
- Beskydok - nejvyšší vrch pohoří (953 m n. m.)
- Beskyd (900 m n. m.)
- Korytové (881 m n. m.)
- Polanky (881 m n. m.)
- Konečná (865 m n. m.)

## Ochrana přírody
Západní část území (západně od Turzovky) patří do CHKO Kysuce. Z maloplošných chráněných území se zde nachází přírodní památka korňanský ropný pramen. 